# Municipio Miranda (Trujillo)
Miranda es uno de los veinte municipios que forman parte del Estado Trujillo en Los Andes de Venezuela. Su capital es la población de El Dividive.

## Historia
El origen del municipio Miranda se remonta alsiglo xviii, cuando sus ricas y extensas sabanas ofrecían condiciones favorables para el desarrollo de la ganadería, especialmente en la cría de animales domésticos. Estas características geográficas y productivas atrajeron a los primeros asentamientos humanos en la zona.
Hasta el año 1987, el territorio formaba parte del antiguo distrito Betijoque. Fue el 15 de octubre de ese mismo año cuando se le otorgó la categoría de municipio autónomo, bajo el nombre de municipio Miranda, consolidando así su identidad político-administrativa dentro del estado Trujillo.

## Geografía
El municipio tiene una extensión de 374 km², según estimaciones del INE su población para 2011 era de 29 445 habitantes.

### Parroquias
El municipio Miranda está dividido por cinco parroquias: Parroquia El Dividive (capital), Parroquia Agua Santa, Parroquia Agua Caliente, Parroquia El Cenizo y Parroquia Valerita.

### Límites
El municipio Miranda está ubicada al oeste de la entidad trujillana, en las cuencas bajas de los ríos Motatán y Paují, limitando al NORTE con los municipios Andrés Bello y José Felipe Márquez Cañizales, al SUR con el municipio Sucre, al ESTE con los municipios: Candelaria, Pampán y Motatán y al OESTE con el municipio Sucre. 

## Política y gobierno

### Alcaldes
| Período     | Alcalde              | Partido político / Alianza | % de votos | Notas |
| ----------- | -------------------- | -------------------------- | ---------- | --- |
| 1989 - 1992 | Néstor Lozano        | AD                         | 43,26      | Primer alcalde bajo elecciones directas |
| 1992 - 1995 | Nelson González      | COPEI                      | 46,76      | Segundo alcalde bajo elecciones directas |
| 1995 - 2000 | Nelson González      | COPEI                      | -          | Reelecto (se realizaron elecciones generales adelantadas en el 2000 debido a la aprobación de la Constitución de 1999) |
| 2000 - 2004 | Domingos De Abreu    | PRONUEFUN                  | 36,16      | Tercer alcalde bajo elecciones directas |
| 2004 - 2006 | Henry Linares        | MVR                        | 47,47      | Cuarto Alcalde Bajo elecciones directas (El 23 de abril de 2006, el entonces alcalde Henry Linares, del MVR, murió de un infarto al miocardio. Douglas Linares, copartidario y hermano del alcalde, lo reemplazó como alcalde interino al ser presidente del Concejo Municipal, poco después fue elegido alcalde en las elecciones adelantas realizadas en octubre de ese año. |
| 2006 - 2010 | José Douglas Linares | PODEMOS                    | -          | Quinto alcalde bajo elecciones directas |
| 2010 - 2013 | José Douglas Linares | PSUV                       | 40,64      | Reelecto (se postergan 1 año las elecciones municipales pautadas para finales del 2012) |
| 2013 - 2017 | José Acisclo Viloria | VP MUD                     | 49,89      | Sexto alcalde bajo elecciones directas |
| 2017 - 2021 | Fosion Machado       | PSUV                       | 61,51      | Séptimo alcalde bajo elecciones directas |
| 2021 - 2025 | Jhonny González      | PSUV                       | 37,72      | Octavo alcalde bajo elecciones directas |

### Consejo municipal
Período 1989 - 1992
| Concejales:            | Partido político / Alianza |
| ---------------------- | -------------------------- |
| Ovidio Cardozo         | AD                         |
| Henry Torres           | AD                         |
| William Viloria        | AD                         |
| Jesus Naranjo Rojas    | COPEI                      |
| Adelis Briceño Rosales | COPEI                      |
| Federico Villa Pérez   | COPEI                      |
| José Manuel Arguello   | MAS                        |

Período 1992 - 1995
| Concejales:          | Partido político / Alianza |
| -------------------- | -------------------------- |
| Wualdo Santeliz      | AD                         |
| Marcial Linarez      | AD                         |
| Luis Cardozo         | AD                         |
| Francisco Aponte     | AD                         |
| Freddy Morales       | COPEI                      |
| David Uzcategui      | COPEI                      |
| José Manuel Alguello | MAS                        |

Período 1995 - 2000
| Concejales:             | Partido político / Alianza |
| ----------------------- | -------------------------- |
| Jose Miguel Castellanos | AD                         |
| Francisco Aponte        | AD                         |
| Omaira Cardozo          | AD                         |
| David Uzcategui         | COPEI                      |
| Ramiro Infante          | COPEI                      |

Periodo 2000 - 2005
| Concejales:           | Partido político / Alianza |
| --------------------- | -------------------------- |
| Hermelonda Manzanilla | LCR                        |
| William Viloria       | LCR                        |
| Nelson Gonzalez       | PRONUEFUM                  |
| Francisco Aponte      | AD                         |
| José Manuel Arguello  | MVR                        |

Período 2005 - 2013
| Concejales:          | Partido político / Alianza |
| -------------------- | -------------------------- |
| Rafael Muñoz         | MVR                        |
| Eudis Rangel         | MVR                        |
| Lovelia de Juares    | MVR                        |
| Rosario Espinoza     | MVR                        |
| Wilfrido Briceño     | PCV                        |
| José Douglas Linarez | PODEMOS                    |
| William Viloria      | LAP                        |

Período 2013 - 2018:
| Concejales          | Partido político / Alianza |
| ------------------- | -------------------------- |
| Roberto Santiago    | PSUV                       |
| Yeilany Castellanos | PSUV                       |
| Astolfo Palma       | PSUV                       |
| Laura Salazar       | PSUV                       |
| Eleazar Lozano      | MUD                        |
| Luis Ángel Salas    | MUD                        |
| Marcos Coronado     | MUD                        |

Período 2018 - 2021
| Concejales      | Partido político / Alianza |
| --------------- | -------------------------- |
| Alberto Rangel  | PSUV                       |
| Miriam Delgado  | PSUV                       |
| Jorge Torres    | PSUV                       |
| Ruben Quintero  | PSUV                       |
| Judith González | PSUV                       |
| Pedro Infante   | PSUV                       |
| Xiomara Suárez  | PSUV                       |

Período 2021 - 2025
| Concejales       | Partido político / Alianza |
| ---------------- | -------------------------- |
| Minerva Terán    | PSUV                       |
| Yusman Matos     | PSUV                       |
| Rebeca González  | PSUV                       |
| Zulema Pardomo   | PSUV                       |
| Pedro Infante    | PSUV                       |
| Wilfrido Briceño | PCV                        |
| Marcos Coronado  | FV                         |